# الكفير
الكُفَير هي قرية من قرى الضفة الغربية دخلت حرب 1967 و تتبع محافظة جنين.

## موقعها وسكانها
كفير تصغير "كفر"، وتعني القرية الصغيرة، تقع الكفير على بعد 15 كم جنوب مدينة جنين ، و 7كم شمال غرب طوباس وترتفع حوالي 426 م عن سـطح البحر،. وتحيط بها أراضي قرى رابا، وتلفيت، وصير، والزبابدة، وعقابا والجامعة العربية الأمريكية. بلغ عدد سـكانها 75 نسـمة ولكن حسـب الإحصاء الذي أجراه الجهاز المركزي للإحصاء الفلسـطيني للعام 1997 م هو 48 نسمة.

## تاريخها
```
تملك القرية "
عائلة إرشيد"
 المنسوبة إلى جدها "
ذيب عبد الرحيم إرشيد"
.
```

قرية الكفير من قرى "عائلة إرشيد" المقيمين في صير والتي تم بنائها من قبل "الحاج ذيب عبد الرحيم إرشيد". ومن أكثر من اشتهر بها "الحاج ذيب" والشهيدين "محمد" و"أحمد ذيب إرشيد" و"مصطفى ذيب إرشيد" المؤسس الحزب القومي السوري و"عبد اللطيف ذيب إرشيد" شيخ الأزهر.

## مزوعاتها ومناخها
وتمتاز بأراضيها الزراعية الواسعة نسبيا والتي يزرع فيها شجر الزيتون بكثرة على اراضيها الجبلية والوعرة وفيها أنواع مختلفة من اشجار الزيتون ومن أفضل الأنواع على مستوى العالم وأيضا في اراضيها السهلية يزرع الحبوب وبعض الخضروات.يوجد بها ينبوع ماء، وتكثر بها الآبار.

## مواصلاتها
في الكفير شارع حيوي وحيد ومهم يربط بين طوباس ونابلس بمحافظة جنين لكونها أول قرية بمحافظة جنين من جهة الجنوب الشرقي

## جغرافيتها
هي عبارة عن تلة حادة نسبيا من جهة الشمال وسهلية من الجنوب وهذا يعطيها عدة تضاريس رغم مساحتها الصغيرة.

## إدارتها
هي واقعة تحت إدارة السلطة الفلسطينية وتعد من مناطق (أ)، كما انهامن القرى التي وقعت تحت الاحتلال بعد حرب حزيران 1967 وبقيت هكذا حتى مجيء السلطة الفلسطينية.

## العمران فيها
من خلال العمل الميداني الذي قام به مركز رواق العام 1997، تم تسجيل 16 مبنى قديماً في القرية، وتتميز المباني القديمة بالبساطة، وبخلوها من الزخارف، ويتكون 14 منها من طابق واحد، في حين أن مبنيين فقط يتكونان من طابقين هما: "قصر ذيب إرشيد" و"علّية العريس". القصر من أهم المباني في القرية وأضخمها، والعلّية من أقدم المباني كذلك. بعض مباني القرية متصلة وتشترك بساحة داخليـة، 9 مبـانٍ منها مسـتعملة بشـكل كلي، أما المباني الســبعة الباقية فهي مهجورة.
تعتبر الحالـة الإنشـائيـة لسـبعة مبانٍ جيدة، فـي حين أن 6 منها حالتها الإنشائية سيئة، وهناك 3 مبانٍ غير صالحة للاستعمال، ما يعني أن القرية تعاني من الإهمال في المحافظة على المباني القديمة. استعمل الحجر في بناء مباني القرية كلها. وسقفت 9 من مباني القرية بالعقد المتقاطع، ومبنيان بالعقد البرميلي، وهـناك 3 مبانٍ سقوفها مستوية.
تميزت الفتحات المعمارية بالبساطة، فهي مستطيلة يعلوها إما ساقوف وإما قوس موتور، وفي قصر إرشيد وجدت فتحات مستطيلة بساقوف يعلوه قوس مدبب مفتوح.
اما الآن زادت المباني وتم بناء بيوت جديدة وحديثة الطراز.
((موقع رواق للمباني التاريخية في فلسطين))

## وصلات خارجية
- فلسطين في الذاكرة/ الكفير
- موقع رواق للمباني التاريخية في فلسطين
- فلسطين في الذاكرة/ الكفير